# Chinese Democracy
Chinese Democracy ist das sechste Studioalbum der US-amerikanischen Hard-Rock-Band Guns N’ Roses. Es erschien erstmals am 21. November 2008. Aufgrund der langen Produktionsdauer und der im Verlaufe der Jahre mehrfach angekündigten, aber verschobenen Veröffentlichung erhielt es bereits im Vorfeld mediale Aufmerksamkeit; der Albumtitel dient bisweilen als Synonym für „endlos“ aufgeschobene Projekte bzw. Versprechen. Mit geschätzten 13 Mio. US-Dollar Produktionskosten ist es das teuerste Album in der Geschichte der Rockmusik (Stand 2008).

## Entstehung

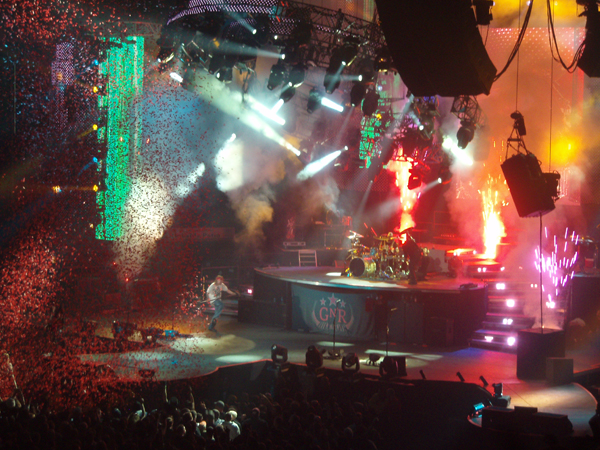
Guns N’ Roses live in Kanada während der Chinese-Democracy-Tournee (2010)

### Produktion und Besetzungswechsel
Die Arbeiten am Album begannen bereits 1994 nach Veröffentlichung des Albums The Spaghetti Incident?. Streitigkeiten über die musikalische Stilrichtung der Band veranlassten den Gitarristen Slash 1996 zum Ausstieg; der Bassist Duff McKagan verließ 1997 die Band aus freien Stücken. Der Rhythmusgitarrist Gilby Clarke war bereits 1994 gefeuert worden, wohingegen der Schlagzeuger Matt Sorum 1997 entlassen wurde, nachdem er sich für Slash und gegen Paul Tobias eingesetzt hatte. Axl Rose, das letzte verbliebene Mitglied der klassischen Besetzung, begann daraufhin, die Band neu zu formieren und das neue Album wie von Geffen Records gewünscht bis 1. März 1999 fertigzustellen.
Hierfür wurden Robin Finck, Live-Gitarrist der Nine Inch Nails, der Bassist Tommy Stinson (ex-Replacements) und der Schlagzeuger Josh Freese (Vandals, A Perfect Circle) angeheuert. Die Live- und Session-Musiker Paul Tobias (Co-Autor des Songs Back Off Bitch; zu hören auf Use Your Illusion I), Dizzy Reed und Chris Pitman wirkten ebenfalls an Aufnahmen im Jahr 1998 mit.
Nachdem Finck sich 1999 wieder den Nine Inch Nails angeschlossen hatte, heuerte Rose als Ersatzmann den experimentellen Gitarristen Brian “Buckethead” Carrol an, der Rose nach dem Ausstieg von Freese den von Primus bekannten Schlagzeuger Bryan “Brain” Mantia vorschlug, sodass im Januar 2001 erstmals die neue Band und Material des geplanten Albums live präsentiert wurde. Bereits aufgenommene Songs wurden mit den neuen Musikern erneut eingespielt. Eine geplante Tour mit 16 Stationen in diesem Jahr wurde jedoch aufgrund einer Krankheit Bucketheads wieder abgesagt. Eine Verzögerung des Albums wurde ebenfalls mit der Krankheit des Lead-Gitarristen begründet.
2002 ersetzte Richard Fortus den ausgeschiedenen Paul Tobias und die Band absolvierte einige Konzerte im August. So trat die Formation auch bei den MTV Video Music Awards in New York auf, um mit einem Medley, bestehend aus den Klassikern des Albums Appetite for Destruction (beginnend mit Welcome to the Jungle und abschließend Paradise City) den neuen Song Madagascar vorzustellen. Journalisten wie Fans kritisierten nachfolgend diesen Auftritt.
Eine für November und Dezember anberaumte Tour durch Nordamerika wurde nur zu weniger als der Hälfte absolviert (ebenfalls begründet durch die Krankheit Bucketheads), was stellenweise zu – fast schon traditionellen – Ausschreitungen der Fans führte.
Bis Mai 2006 folgten keine weiteren Auftritte mehr. Zwischenzeitlich verließ Buckethead die Band und wurde durch Ron „Bumblefoot“ Thal ersetzt. Eine Veröffentlichung des Albums im Jahr 2007 wurde angedeutet, konnte aber nicht realisiert werden, obwohl laut Management die Aufnahmen bereits seit Februar abgeschlossen und Ende des Jahres bei der Plattenfirma abgeliefert wurden.
Im März 2008 ließ das Unternehmen Dr Pepper verlauten, jedem US-Amerikaner außer den beiden ehemaligen Gitarristen Slash und Buckethead ein Gratisgetränk zu spendieren, sollte das Album innerhalb des Jahres 2008 erscheinen. Daraufhin erklärte Axl Rose, er würde seine eigene Dose Dr. Pepper mit Buckethead teilen, da seine Gitarrenarbeit zum Teil auf dem Album zu hören sei. Dr Pepper schaltete am 23. November 2008, dem Tag der Veröffentlichung in Amerika, für 24 Stunden eine Homepage, auf der sich jeder Amerikaner registrieren und ein Freigetränk per Coupon anfordern kann. Bis Ende Februar 2009 war die Verteilung abgeschlossen.

### Internet-Leaks
Mehrfach während der langen Produktionsphase sickerten Demoaufnahmen des Albums über das Internet an die Öffentlichkeit. So spielte bereits 2003 der Radio-DJ Eddie Trunk den Song I.R.S. in seiner Sendung. Verantwortlich hierfür war Baseball-Profi Mike Piazza, der das Demo per Post erhalten hatte.
Nachfolgend wurden Ausschnitte der Sendung im Internet verbreitet.
Im Februar 2006 tauchte ein Bootleg unter dem Namen Whenever They Are Done mit Demoversionen der Songs Better, Catcher in the Rye, I.R.S. und There Was a Time im Internet auf. Brian May bestätigte, 1999 an den Aufnahmen zu Catcher in the Rye mitgewirkt zu haben. Sein Gitarrensolo ist auf dem fertigen Produkt aber nicht zu hören.
Ein Jahr später war auf der Webseite des Motorradherstellers Harley-Davidson eine neue Version von Better zu hören, die umgehend wieder entfernt wurde. Einige weitere Demos sickerten im Verlauf der nächsten Monate zu den Fans durch, so auch erstmals The Blues (das später in Street of Dreams umbenannt wurde), Chinese Democracy und Madagascar.
Im Juni 2008 veröffentlichte ein ehemaliger Mitarbeiter der Universal Music Group neun Demos in guter Klangqualität über seinen Blog, Der 27-jährige Blogger aus Los Angeles wurde im August vom FBI verhaftet. Der Prozess wurde für den 8. Dezember 2008 angesetzt. Im Vorfeld wurde seine Tat von einem Verbrechen zu einer Ordnungswidrigkeit heruntergestuft. Der entstandene Verlust wurde zwar auf 371.000 Dollar (265.000 Euro) geschätzt, Bußgeld musste der Blogger allerdings nicht zahlen. Er wurde auf ein Jahr Bewährung und zusätzlich zu zwei Monaten Hausarrest verurteilt.
Im August wurde mit Shackler’s Revenge im Videospiel Rock Band 2 ein weiterer neuer Song der Öffentlichkeit vorgestellt.

## Veröffentlichung
Die Single mit dem Titeltrack wurde erstmals am 14. September 2008 als 7″-Single mit der Doppel-A-Seite Shackler’s Revenge veröffentlicht. Ein Internet-Stream des Albums auf der offiziellen Myspace-Seite von Guns N’ Roses sorgte einen Tag vor dem offiziellen Release für einen neuen Zugriffsrekord: im Durchschnitt 25-mal pro Sekunde wurde die Seite aufgerufen.
Das Album erschien in Deutschland am 22. November 2008, untypischerweise an einem Samstag. In Amerika erschien Chinese Democracy einen Tag später. Es wird dort exklusiv über die Elektronikmarktkette Best Buy und die Online-Plattform iTunes verkauft. In Kanada wurde das Album zum offiziellen Soundtrack des Grey Cups, dem Endspiel der Canadian Football League, ernannt. Das Album war dort im Stadion von Montreal erhältlich. Wegen des Titels wird es vermutlich nicht in China veröffentlicht werden, eine offizielle Entscheidung steht allerdings noch aus.
Zusätzlich erschien eine Deluxe Edition für Sammler: Die CD befindet sich in einem schwarzen Karton, der ungefähr die Größe eines Schallplattencovers hat und etwa fünf Zentimeter hoch ist. In der Box befinden sich außerdem ein Fruit of the Loom-T-Shirt, ein Bandana, eine aus Zinn gefertigte Gürtelschnalle, ein Schlüsselanhänger (ebenfalls aus Zinn) sowie ein Aufnäher. Ironischerweise wurden die Gürtelschnalle und der Schlüsselanhänger in China produziert.
Oin Gang, Sprecher des chinesischen Außenministeriums, äußerte gegenüber Politikern, dass seiner Beurteilung nach viele Menschen diese Art von Musik nicht mögen, da sie zu lärmend sei. Die chinesische Tageszeitung Global Times wirft Guns N’ Roses „bösartige Angriffe auf China“ vor. Die New York Daily News führt als weiteren Verbotsgrund auf, dass laut dem chinesischen Kulturministerium generell Titel mit dem Wort „Demokratie“ nicht erwünscht sind. Darüber hinaus enthält der Songtext des Liedes Chinese Democracy Anspielungen auf den in China verfolgten Kultivierungsweg Falun Dafa, dessen Erwähnung einen großen Tabubruch darstellt.

## Titelliste
1. Chinese Democracy (Axl Rose, Josh Freese/Axl Rose) – 4:45
2. Shackler’s Revenge (Axl Rose, Buckethead, Caram Costanzo, Bryan Mantia, Pete Scaturro/Axl Rose) – 3:38
3. Better (Axl Rose, Robin Finck/Axl Rose) – 5:00
4. Street of Dreams (Axl Rose, Tommy Stinson, Dizzy Reed/Axl Rose) – 4:48
5. If the World (Axl Rose, Chris Pitman/Axl Rose) – 4:56
6. There Was a Time (Axl Rose, Paul Tobias, Dizzy Reed/Axl Rose) – 6:43
7. Catcher in the Rye (Axl Rose, Paul Tobias/Axl Rose) – 5:54
8. Scraped (Axl Rose, Buckethead, Caram Costanzo/Axl Rose) – 3:32
9. Riad n’ the Bedouins (Axl Rose, Tommy Stinson/Axl Rose) – 4:12
10. Sorry (Axl Rose, Buckethead, Bryan Mantia, Pete Scaturro/Axl Rose) – 6:16
11. I.R.S. (Axl Rose, Paul Tobias, Dizzy Reed/Axl Rose) – 4:30
12. Madagascar (Axl Rose, Chris Pitman/Axl Rose) – 5:39
13. This I Love (Axl Rose) – 5:36
14. Prostitute (Axl Rose, Paul Tobias/Axl Rose) – 6:16

Informationen zu einzelnen Liedern
Das Lied Madagascar enthält Samples aus zwei Reden von Martin Luther King: I Have a Dream und Why Jesus Called Man a Fool. Es sind auch mehrere Filmsamples vertreten. So wurde die von Strother Martin (bereits aus Civil War von Use Your Illusion II) bekannte Dialogzeile “What we’ve got here, is a failure to communicate” aus Der Unbeugsame gesampelt. Weitere Zitate wurden aus Mississippi Burning, Sieben und Braveheart übernommen.
Das Titellied wurde von RTL zur Beschallung der Trailer vor und während der TV-Übertragungen der Handball-Weltmeisterschaft der Männer 2009 benutzt.
Das Lied If the World war 2008 Teil des Soundtracks zum Film Der Mann, der niemals lebte.
Im Jahr 2009 wurden die Band sowie die Plattenfirma Geffen Records von dem deutschen Ambient-Musiker Ulrich Schnauss auf eine Million US-Dollar verklagt, weil ein Toningenieur zwei seiner Samples für das Intro des Liedes Riad n’ the Bedouins verwendet hatte.

## Besetzung
| - DJ Ashba – Gitarre - Frank Ferrer – Perkussion, Schlagzeug - Richard Fortus – Begleitgesang, Gitarre - Dizzy Reed – Begleitgesang, Keyboards, Perkussion, Piano - Chris Pitman – Bass, Gitarre, Sub Bass, Synthesizer - Axl Rose – Gesang, Gitarre, Keyboards, Piano - Tommy Stinson – Bassgitarre, Begleitgesang - Ron „Bumblefoot“ Thal – Gitarre | Ehemalige Mitglieder - Buckethead – Gitarre - Robin Finck – Begleitgesang, Gitarre, Keyboards - Bryan Mantia – Perkussion, Schlagzeug - Paul Tobias – Gitarre, Piano Gastmusiker - Sebastian Bach – Begleitgesang - Eric Caudieux – Drumcomputer - Patti Hood – Harfe - Pete Scaturro – Keyboards |

## Rezeption
Die ersten Pressereaktionen in Deutschland waren zum Großteil spöttisch und zum Teil vernichtend ausgefallen. Übergreifend wurde die viel zu bombastische Produktion und auch Axl Roses Versuche, hohe Tonlagen in die Gesangslinien einzubauen, bemängelt. Friedrich Pohl schrieb in der Welt, es handle sich um „das schlimmste aller Guns-N’-Roses-Alben und die jämmerlichste CD des Jahres, die in ihrer Grauenhaftigkeit auch die Legende einer Rockband zerstört; ein gruseliger Mischmasch aus popeligem Gitarrenrock und hoffnungslos veralteten Drumcomputer- und Elektrospielereien“. Weiter hieß es, die 14 Titel „könnten unterirdischer nicht sein“. Als Fazit bemerkte Pohl: „2008 ist kein Platz mehr für Guns N’ Roses. Höchstens noch an die Erinnerung daran“.
Diedrich Diederichsen bezeichnete die Annäherung an das Ideal, „in dem Hymnen, Illusionen, ja in Spurenelementen sogar altgegenkulturelles Gedankengut noch eine Rolle spielt“ in der Süddeutschen Zeitung als „direkt sympathisch“. Weiter hieß es, „In seinen brütenden Jahren wollte er [Axl Rose] womöglich Größeres, als nur den neuen Männertyp der amerikanischen Konservativen rekonstruieren; es sollte auch noch einen Beigeschmack von Jim Morrison geben“. Dafür fehle „es Rose nicht nur an Ausstrahlung, es gebricht ihm erst recht an der sexuellen Ambivalenz, die diese Rolle selbst dann noch erfordert, wenn sie nur zitiert wird. Es ist ein Trümmerhaufen der Ambitionen geworden.“
Die Rezensenten des Rock-Hard-Magazins und von Laut.de beurteilten das Album negativ. Das Rock Hard bewertete es mit 5 von 10 Punkten und bezeichnete es als einen „riesengroßen Haufen Scheiße, für den sich kaum jemand interessieren, geschweige denn begeistern würde, wenn (…) nicht dieser Bandname draufstehen würde (…)“. Der deutschsprachige Rolling Stone bewertete das Album als gut, verglich es mit den beiden anderen großen Rockalben des Jahres Death Magnetic und Black Ice und lobt vor allem die „Ehrlichkeit“ von Axl Rose:

„Wenn Metallica jemals so viel Verletzlichkeit zeigen würden oder AC/DC so viel Mut. Gemessen an diesen anderen beiden großen Rock-Alben des Jahres, kommt einem der Befreiungsschlag namens ‚Chinese Democracy‘ auf einmal richtig menschlich vor, weil man hier immer einen Menschen hört und nie bloß einen musikalischen Handwerker.“

Auch das deutsche Magazin Rocks fand positive Worte zum Album und schrieb, das Album sei ein „unerwartet starkes Werk“. Der Rezensent vergab fünf von sechs möglichen Punkten. Unter der Überschrift „Das Phantom von der Dauerbaustelle“ hieß es:

„Wer Rose und seiner beachtlichen Schar talentierter Mietmusiker aber ein offenes Ohr schenkt (und das heftige ‚Shacklers Revenge‘ übersteht), stellt schnell fest, dass ‚Chinese Democracy‘ trotz modernerer Ausrichtung, gelegentlicher Effektspielchen und Loops überdeutlich an den goldenen GN'R-Spätsommer anknüpft. (…) Ein überraschend und erfreulich starkes Album, das ganz sicher nicht an der Qualität der Musik, sondern bestenfalls an der Unüberwindbarkeit des eigenen Mythos scheitert.“

Die Kritiken im englischsprachigen Raum fielen dagegen ausgewogener aus. Das amerikanische Magazin Rolling Stone lobte den kompromisslosen Hard Rock („uncompromising Hard Rock“) und sieht das Album als konsequente Weiterführung der Guns N’ Roses aus den 1990ern. Es vergab vier von fünf möglichen Sternen. Die britische Tageszeitung The Guardian schrieb:

“Chinese Democracy is clearly not the greatest rock album ever made, but nor is it an absolute and utter failure. The irony is, that for all the lavishing of money and time and technology, it’s saved by something as old fashioned as a good tune.”

„Chinese Democracy ist mit Sicherheit nicht das beste Rockalbum aller Zeiten, es ist aber auch kein absoluter und völliger Fehlgriff. Die Ironie dabei ist, dass es bei aller Vergeudung von Geld und Zeit und Technologie von etwas so Altmodischem gerettet wird – einer guten Melodie.“

## Kommerzieller Erfolg

### Chartplatzierungen
In den US-amerikanischen Billboard 200 belegte das Album Platz drei, wo sich das Album in der Veröffentlichungswoche 261.000 Mal verkaufte. In Deutschland und Großbritannien belegte das Album Platz zwei der Albumcharts. In Österreich kam es auf Platz drei, während es in der Schweiz die Chartspitze erreichte.
| ChartsChartplatzierungen       | Höchstplatzierung | Wochen |
| ------------------------------ | ----------------- | ------ |
| Deutschland (GfK)              | 2 (14 Wo.)        | 14     |
| Österreich (Ö3)                | 3 (14 Wo.)        | 14     |
| Schweiz (IFPI)                 | 1 (13 Wo.)        | 13     |
| Vereinigte Staaten (Billboard) | 3 (16 Wo.)        | 16     |
| Vereinigtes Königreich (OCC)   | 2 (12 Wo.)        | 12     |

| ChartsJahrescharts (2008)    | Platzierung |
| ---------------------------- | ----------- |
| Vereinigtes Königreich (OCC) | 41          |

| ChartsJahrescharts (2009)      | Platzierung |
| ------------------------------ | ----------- |
| Österreich (Ö3)                | 49          |
| Vereinigte Staaten (Billboard) | 55          |

### Auszeichnungen für Musikverkäufe
Chinese Democracy verkaufte sich laut Quellen weltweit mehr als 2,6 Millionen Mal. Davon sind 2,2 Millionen durch Schallplattenauszeichnungen belegt.
| Land/Region                  | Auszeichnungen für Musikverkäufe (Land/Region, Auszeichnung, Verkäufe) | Verkäufe  |
| ---------------------------- | ---------------------------------------------------------------------- | --------- |
| Argentinien (CAPIF)          | Platin                                                                 | 20.000    |
| Australien (ARIA)            | Platin                                                                 | 70.000    |
| Belgien (BRMA)               | Gold                                                                   | (15.000)  |
| Brasilien (PMB)              | Platin                                                                 | 60.000    |
| Dänemark (IFPI)              | Gold                                                                   | (15.000)  |
| Deutschland (BVMI)           | Gold                                                                   | (100.000) |
| Europa (IFPI)                | Platin                                                                 | 1.000.000 |
| Finnland (IFPI)              | Platin                                                                 | (32.610)  |
| Griechenland (IFPI)          | Gold                                                                   | (7.500)   |
| Irland (IRMA)                | Platin                                                                 | (15.000)  |
| Italien (FIMI)               | Gold                                                                   | (25.000)  |
| Japan (RIAJ)                 | Gold                                                                   | 100.000   |
| Neuseeland (RMNZ)            | Platin                                                                 | 15.000    |
| Polen (ZPAV)                 | Platin                                                                 | (20.000)  |
| Russland (NFPF)              | Gold                                                                   | (10.000)  |
| Schweden (IFPI)              | Gold                                                                   | (20.000)  |
| Ungarn (MAHASZ)              | Gold                                                                   | (3.000)   |
| Vereinigte Staaten (RIAA)    | Platin                                                                 | 1.000.000 |
| Vereinigtes Königreich (BPI) | Platin                                                                 | (300.000) |
| Insgesamt                    | 9× Gold · 10× Platin ·                                                 | 2.265.000 |

Hauptartikel: Guns N’ Roses/Auszeichnungen für Musikverkäufe